# Потапов Михайло Іванович
Пота́пов Миха́йло Іва́нович (* 3 (16) жовтня 1902, с. Мочалово Смоленської губернії — † 26 січня 1965, м. Москва) — радянський воєначальник, в перші місяці радянсько-німецької війни — командувач військами 5-ї армії. З вересня 1941 по квітень 1945 року перебував у німецькому полоні. Після війни продовжив службу в лавах Радянської Армії. Генерал-полковник.

## Біографія
Народився 3 жовтня 1902 року у селі Мочалово Юхновського повіту Смоленської губернії Росії (нині Юхновський район, Калузька область, Російська Федерація) у сім'ї селянина. Росіянин. Закінчив 3-класне народне училище. Три роки був робітником у трамвайному депо в Смоленську.

### Освіта
Закінчив командні кавалерійські курси в Мінську (1922 рік), військово-хімічні курси удосконалення командного складу в Москві (1925 рік), Військову академію механізації і моторизації РСЧА (1936 рік), Вищі академічні курси при Вищій Військовій академії ім. К. Є. Ворошилова (1947 рік).

### Міжвоєнний період
У Червоній армії з травня 1920 року. Брав участь рядовим у Громадянській війні в Карелії.
У міжвоєнний період з 1921 року М. І. Потапов — командир відділення, взводу, ескадрону.
З 1925 року начальник хімічної служби 67-го кавалерійського полку, начальник полкової школи.
З 1926 року став членом ВКП (б).
З 1930 року тимчасовий виконувач обов'язків начальника штабу кавалерійського полку Північно-Кавказького військового округу (ПКВО).
З липня 1937 року командир 4-го механізованого полку, що входив до складу 4-ї Донської козачої дивізії, яка квартирувала у Слуцьку, Білоруський особливий військовий округ (БОВО). 1939 року під час перетворення механізованих частин у з'єднання був призначений командиром 21-ї танкової бригади того ж військового округу.
З червня 1939 року на посаді заступника командувача 1-ї армійської групи (командувач комкор Г. К. Жуков), а потім командувача Південною групою військ, полковник М. І. Потапов брав участь у боях в районі річки Халхин-Гол (Монгольська Народна Республіка) проти японських військ. З 16 вересня 1939 року присвоєне військове звання комбриг. За ці бої був нагороджений орденом Червоного Прапора і орденом Червоного Прапора Монгольської Народної Республіки. Відразу після припинення бойових дій брав участь у перемовинах з японською стороною, які стосувалися головним чином питань порядку і часу демаркації кордону, на який вийшли радянські і монгольські війська; про те, на яку відстань до нього можна наближатися; про взаємну передачу полонених та загиблих.
4 червня 1940 року М. І. Потапову присвоєне звання генерал-майор танкових військ (постанова № 945). З червня цього ж року командир 4-го механізованого корпусу, який дислокувався у львівському виступі, і яким до нього командував Г. К. Жуков, Київського особливого військового округу (КОВО). З 17 січня 1941 року командувач 5-ю армією у тому ж військовому окрузі.

### Друга світова війна
З початком радянсько-німецької війни 5-та армія під командуванням М. І. Потапова, входячи до складу Південно-Західного фронту, брала участь у прикордонних битвах, вела оборонні бої на південь від міста Брест, потім у районах міст Ковель, Дубно, Рівне, Житомир.
У подальшому армія оборонялася на позиціях Коростенського укріпленого району (КоУР), з 7 липня 1941 року брала участь у Київській оборонній операції, борючись з переважаючими силами противника на київському напрямку. Сам командувач генерал М. І. Потапов характеризував дії свого об'єднання як «наступальна оборона».
Детальніше: Дії 5-ї армії з 1 по 21 серпня 1941 року в Малинському районі Житомирської області під час Київської оборонної операції.
У боях на завершальній фазі Київської оборонної операції війська армії зазнали важких втрат, а значна їх частина потрапила в оточення і була розпорошена значно переважаючими силами противника. На 14 вересня в оточення потрапили 5-та, 21-ша, 26-та, 37-ма та частина сил 38-ї армії. 17 вересня командувач фронтом віддав наказ арміям на вихід з оточення. Зведена колона штабів Південно-Західного фронту і 5-ї армії рушила через Пирятин на схід і 20 вересня підійшла до хутора Дрюківщина, що за 15 км на південний захід від Лохвиці. Там вона була атакована головними силами німецької 3-ї танкової дивізії. Залишки колони, в якій на той момент було не більше 2000 чоловік, з них близько 800 командирів, у тому числі командувач фронтом генерал-полковник М. П. Кирпонос, відійшли в урочище Шумейкове поблизу села Ісківці та були оточені. Бій тривав 5 годин. При спробі прорватися з оточення М. І. Потапов був поранений і потрапив у полон, загинув командувач фронтом М. П. Кирпонос.
Перебував у таборах міст Хаммельбург (нім. Hammelburg, Stalag XIII C), Гогенштайн (нім. Hohenstein, Stalag I B), Вайсенбург (нім. Weißenburg, Ilag XIII), Мосбург (нім. Moosburg, Stalag VII А). Звільнений з полону американськими військами, які захопили Мосбург, і 29 квітня 1945 року спрямований у Париж у розпорядження військової місії у справах репатріації радянських громадян.
26 травня 1945 року працівниками Головного управління «СМЕРШ», що діяли під виглядом співробітників уповноваженого РНК СРСР по репатріації, двома літаками з Парижа в Москву були доставлені 29 генералів Червоної Армії, 3 комбрига та 1 бригадний лікар, що знаходилися в полоні у німців. Серед доставлених був і генерал-майор М. І. Потапов.

### Післявоєнний період
З травня по грудень 1945 року проходив спецперевірку в НКВС. 21 грудня 1945 року в підсумковому донесенні Сталіну повідомлялося, що 11 генералів оголошувалися зрадниками, які підлягають суду, а 25 генералів були передані в розпорядження Наркомату оборони. За результатами цієї перевірки наприкінці 1945 року М. І. Потапов був відновлений в кадрах Радянської армії.
Після закінчення у 1946–1947 роках Вищих академічних курсів з травня 1947 року М. І. Потапов — помічник командувача військами 6-ї гвардійської механізованої армії Забайкальського військового округу (ЗабВО).
З липня 1953 року командував бронетанковими і механізованими військами 25-ї армії, з січня 1954 року помічник командувача 25-ї армії по танковому озброєнню.
2 серпня 1954 року М. І. Потапову присвоєне звання генерал-лейтенант (постанова № 1624-736). Із серпня цього ж року командувач 5-ю армією.
З 1958 року 1-й заступник командувача військами і член Військової ради Одеського військового округу (ОдВО).
9 травня 1961 року М. І. Потапову присвоєне звання генерал-полковник (постанова № 405). Це був чи не єдиний випадок службового зростання сталінського генерала після полону.
Пішов з життя 26 січня 1965 року від серцевого нападу. Похований на Новодівичому цвинтарі у Москві.

## Нагороди
- 2 ордени Леніна,
- 3 ордени Червоного Прапора,
- орден Червоної Зірки,
- медалі, а також іноземний орден Червоного Прапора (МНР).

## Вшанування пам'яті

### Україна
На знак визнання заслуг командувача 5-ї армії під час радянсько-німецької війни його ім'ям названі: вулиця генерала Потапова у Києві (1967 рік), вулиця Потапова у Луцьку (???? рік) та вулиця Потапова у Новограді-Волинському (1969 рік); а також вулиця Потапова у багатьох селах Житомирської області — Каленське (1989 рік), Андріївка (1983 рік), Білка (1985 рік), Курне (1982 рік), Соколів (1985 рік), Теньківка (1986 рік).
У Києві на вулиці Василя Доманицького (колишня вулиця генерала Потапова) на будинку № 1/5 встановлено на честь командувача 5-ю армією гранітну анотаційну дошку. Також на початку вулиці, на її парному боці, розташований парк імені генерала Потапова.

Анотаційна дошка в Києві
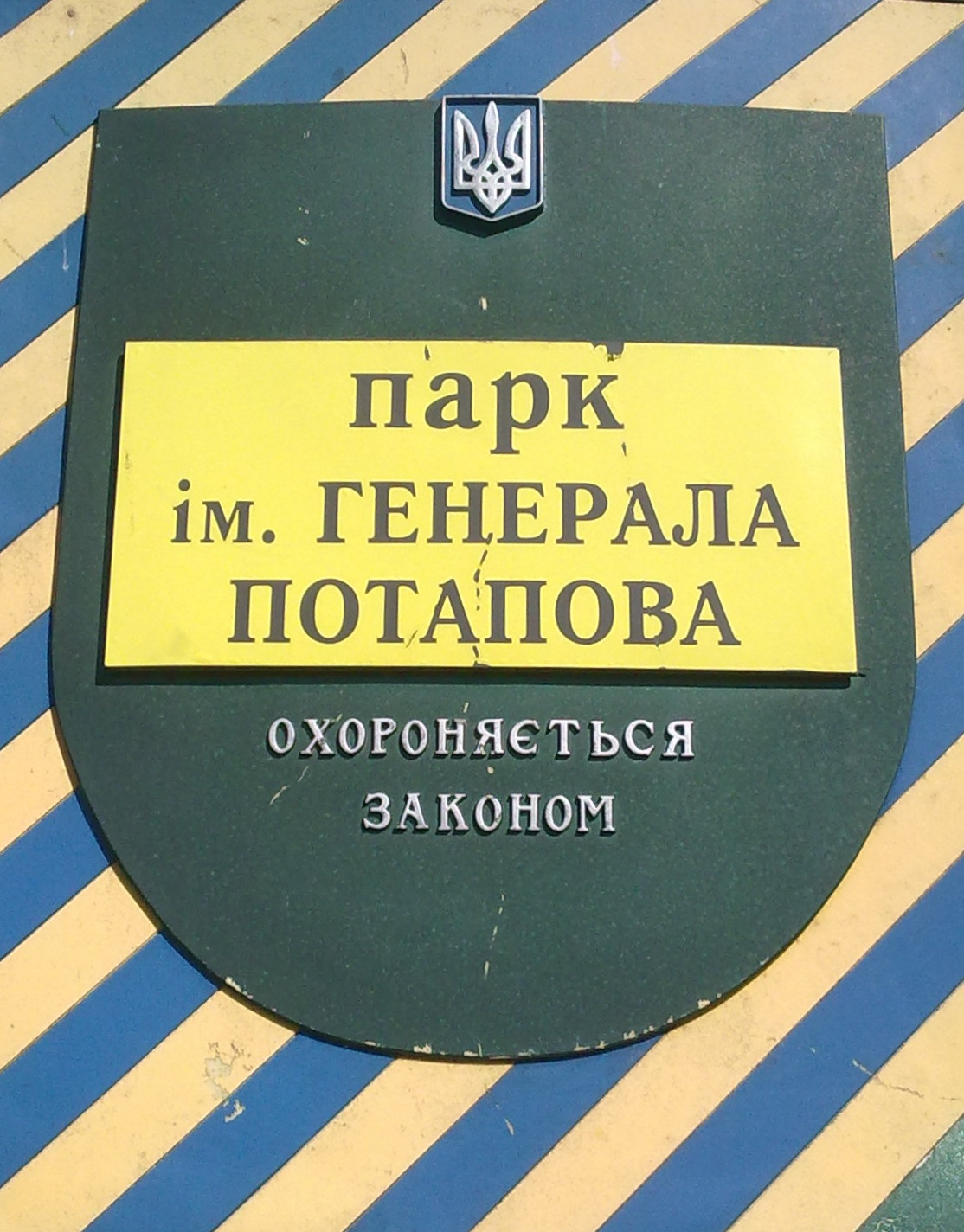
Охоронна дошка парку в Києві
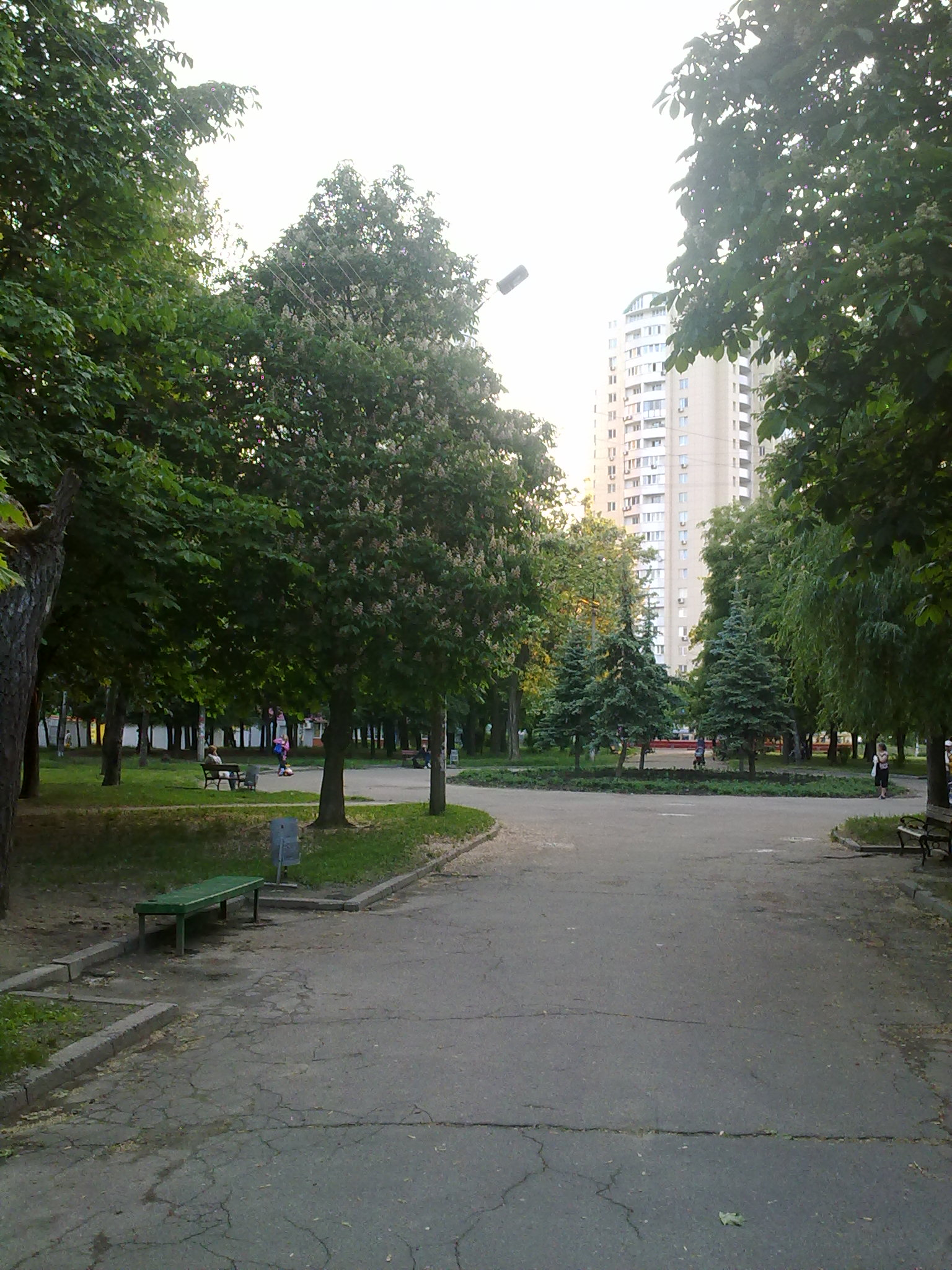
Центральна алея парку в Києві

У центрі Каленського встановлений пам'ятний знак — обеліск на честь 5-ї армії Південно-Західного фронту, якою командував генерал-майор М. І. Потапов. З 9 липня по 24 липня 1941 року на відстані 3 км на схід від села, у лісі, знаходився польовий штаб армії.
1973 року на перехресті шляхів Київ-Ковель та Кочерів-Овруч (1,5 км від села Лумля) встановлено пам'ятний знак на честь 5-ї Армії генерала М. І. Потапова. Рішенням № 52 від 4 лютого 1985 року знак взятий на державний облік як пам'ятка історії Малинського району під охоронним № 2627.
1983 року у селищі міського типу Червоноармійськ у будівлі місцевої загальноосвітньої школи відкрито «Музей 5-ї армії генерала М. І. Потапова».
В Одесі, на будинку № 35/37 по вулиці Рішельєвській, де мешкав генерал Потапов, встановлено меморіальну дошку на його честь.

### Росія
З 2002 року на батьківщині генерала в Юхновському районі Калузької області його ім'я носить загальноосвітня школа села Риляки.